# Bosque montano caducifolio de los Apeninos
El bosque montano caducifolio de los Apeninos es una ecorregión de la ecozona paleártica, definida por WWF, situada en Italia.

## Descripción
Son bosques de montaña que constituyen una ecorregión de bosque templado de frondosas y que ocupan 16.100 kilómetros cuadrados en las alturas de los Apeninos septentrionales y centrales.

## Fauna
Hay una gran diversidad de fauna, que incluye las mayores poblaciones italianas de oso pardo (Ursus arctos) y lobo (Canis lupus).

## Estado de conservación
En peligro crítico. El ecosistema se ha degradado debido a la construcción de carreteras y estaciones de esquí, y a políticas forestales inadecuadas.